# Hải Thành, Bắc Hải
Hải Thành (tiếng Trung: 海城区; tiếng Tráng: Haijcwngz) là quận trung tâm hành chính của thành phố Bắc Hải, Quảng Tây, Trung Quốc. Quận này có 51 phường và 20 làng.
- Diện tích: 140 km²
- Dân số: 240.000
- Quận lỵ: Vịnh Bắc Bộ Đại Đạo (北部湾大道)

## Các đơn vị hành chính
- Đông Nhai Nhai Đạo (东街街道)
- Trung Nhai Nhai Đạo (中街街道)
- Tây Nhai Nhai Đạo (西街街道)
- Hải Giác Nhai Đạo (海角街道)
- Địa Giác Nhai Đạo (地角街道)
- Trấn Vi Châu (涠洲镇)
- Trấn Tĩnh Hải (靖海镇)